# جلسة مشتركة
يطلق مصطلح الجلسة المشتركة أو المؤتمر المشترك ، بشكل عام، عندما تلتقي جماعتا اتخاذ قرار منفصلتين عادةً، غالبًا في جلسة خاصة أو اجتماع استثنائي آخر لغرض محدد.
في معظم الأحيان، يشير هذا المصطلح عندما يجتمع مجلسا من السلطة التشريعية لـ برلمان من مجلسين معًا. وتعقد الجلسة المشتركة عادةً لاستقبال الدبلوماسيين أو القادة سواء الأجانب أو المحليون، أو لإتاحة الفرصة لكلا المجلسين لمناقشة مشاريع القوانين معًا.
وتعطي بعض الدساتير قوة خاصة للجلسة المشتركة، من خلال التصويت بأغلبية كافة أعضاء السلطة التشريعية بغض النظر عن المجلس/ الدائرة التي ينتمون إليها. على سبيل المثال، في سويسرا، تنتخب الجلسة المشتركة المنعقدة بين المجلسين أعضاء المجلس الفيدرالي (مجلس الوزراء). وفي الهند، تمت تسوية النزاعات الدائرة بين المجالس من خلال عقد جلسة مشتركة دون اللجوء إلى انتخابات فاصلة.

## أستراليا
في أستراليا، إذا وصل مشروع القانون إلى طريق مسدود، وأعقب ذلك حل مزدوج لكلا المجلسين، وإذا كان البرلمان لا زال غير قادر على تمرير مشروع القانون، عندها يمكن تمرير مشروع القانون هذا من خلال أغلبية مطلقة يتم التوصل إليها في إحدى الجلسات المشتركة. وهناك مثال وحيد على حدوث مثل هذا الأمر يظهر متمثلًا في الجلسة المشتركة للبرلمان الأسترالي لعام 1974 في ظل حكومة حزب العمال برئاسة وايتلام.
ويشترط أن يتم رفض مشروع (مشاريع) القانون مرتين على مدار فترات زمنية لا تقل عن 3 أشهر، وبعدها تعقد انتخابات حل مزدوج.
نظرًا لأن مجلس النواب يحتوي على ضعف أعضاء مجلس الشيوخ، بالتالي تمثل هذه النسبة ميزة لمجلس النواب عند عقد الجلسة المشتركة. ويشتمل الدستور على ما يسمى بالرابطة والتي تتطلب الوصول إلى أقرب نسبة من 2:1 يمكن تحقيقها عمليًا؛ ومع ذلك فشلت المحاولات الرامية إلى تغيير الدستور للتخلص من هذه الرابطة.
غالبًا ما يؤدي نظام التصويت الذي يستخدمه مجلس الشيوخ قبل عام 1949، والذي يمكن أن يطلق عليه «اقتراع كتلوي» في كل ولاية إلى انتصار ساحق إذا لم تحذف نتائج مثل 36-0 والتي ستعطي لمجلس الشيوخ ميزة في أي جلسة مشتركة يمكن أن تعقد يومًا.
وبالنسبة لنظام التصويت الذي يستخدمه مجلس الشيوخ من عام 1949، فيؤدي التمثيل النسبي إلى جانب الامتيازات إلى ظهور نتائج قريبة أو قريبة للغاية؛ وفي ظل الزيادة في أعداد أعضاء مجلس الشيوخ التي وصلت إلى عدد زوجي، يلزم الحصول على نسبة 57% من الأصوات في أي ولاية للفوز بأغلبية المقاعد، 4-2، في حين لا تمكنك نسبة 51% سوى الحصول على 3-3.

## كندا
يطلق على الإجراء الذي تتخذه الحكومة الكندية باسم الخطاب المشترك، والذي بموجبه يحضر أعضاء من مجلس العموم مجلس الشيوخ باعتبارهم ضيوفًا. ولا يوجد أي إجراء بكندا يخول لكلا مجلسي البرلمان المشاركة في جلسة مشتركة حقيقية.
كذلك، قد تجتمع مختلف الوكالات الحكومية والمنظمات غير الحكومية بصورة مشتركة لمعالجة المشاكل التي تملك كافة الأطراف المعنية نصيبًا منها.

## فرنسا
يشير المجلس التشريعي الفرنسي إلى جمعية تضم كلا مجلسي النواب الفرنسي، عُقد في قصر فيرساي، ومخول له التصديق على التعديلات التي تجرى على الدستور بأغلبية ثلاثة أخماس من جميع الأعضاء. ومنذ عام 2008، يمكن أن ينعقد كذلك المجلس التشريعي للاستماع إلى خطاب من رئيس الجمهورية الفرنسية.

## الهند
في الهند، إذا تم رفض مشروع قانون من قِبل أحد مجالس النواب ومضى على ذلك أكثر من ستة أشهر، عندها يمكن لـ الرئيس عقد جلسة مشتركة لتمرير مشروع القانون. ويمكن تمرير مشروع القانون بأغلبية بسيطة يتم التوصل إليها في إحدى الجلسات المشتركة. ونظرًا لأن مجلس النواب (لوك سابها) يحتوي على ضعف أعضاء مجلس الشيوخ، يمكن للجهة التي تتصدر الأغلبية في مجلس النواب مثل الحكومة الهندية تمرير القانون على الرغم من رفض مجلس الشيوخ له.
وحتى الآن لم يتم تمرير سوى ثلاث مشاريع قوانين وهي قانون حظر المهور، لعام 1961، ومشروع قانون إلغاء لجنة الخدمات المصرفية لعام 1978 وقانون مكافحة الإرهاب، لعام 2002 في الجلسات المشتركة.

## الفلبين
في الفلبين، يمكن أن ينعقد المجلس التشريعي الفلبيني|المجلس التشريعي في جلسة مشتركة فقط في حال استيفاء الشروط التالية:
- الإعلان بوجود حالة حرب.
- استقطاب أصوات الناخبين بعد إجراء انتخابات رئاسية فلبينية
- كافة خطابات الكشف عن حالة الدولة (الفلبين).
- إلغاء أو تمديد
  - الأحكام العرفية، أو
  - تعليق امتياز استصدار أمر بالمثول أمام القضاء.

في حين تُلقى خطابات حالة الدولة سنويًا، وتُعقد الانتخابات الرئاسية كل ست سنوات، فقد كانت المرة الوحيدة التي تم فيها استيفاء شرطين آخرين بعد الموافقة على دستور عام 1987، بعد إعلان الأحكام العرفية في ماجوينداناو عقب مذبحة ماجوينداناو.
عادةً ما تعقد الجلسات المشتركة لتعيين مقعد مجلس النواب، بـ مجمع باتسانجا بامبانسا، مدينة كيزون.

## الولايات المتحدة
عادةً يتم إعداد خطاب حالة الدولة الذي يلقيه رئيس الولايات المتحدة قبل عقد «الجلسة المشتركة» لـ الكونغرس الأمريكي. وتشير العديد من الحالات إلى حدث مماثل باعتباره «مؤتمرًا مشتركًا». وعادةً ما تعقد مثل هذه الاجتماعات في غرفة مجلس النواب باعتباره الهيئة الأكبر.
قد تتطلب دساتير ولايات الولايات المتحدة الأمريكية عقد اتفاقيات مشتركة لأغراض أخرى؛ على سبيل المثال تستلزم ولاية تينيسي انتخاب وزير الخارجية، وأمين صندوق الولاية، ومراقب حسابات الخزينة.

## المملكة المتحدة
يُلقى خطاب العرش السامي عند الافتتاح الرسمي للبرلمان في دول الكومنولث قبل عقد الجلسة المشتركة لكلا المجلسين. وفي معظم الحالات، يعقد هذا الحدث في مجلس الشيوخ، بسبب المؤتمر الدستوري البريطاني؛ والذي يقضي بعدم دخول العاهل مطلقًا مجلس العموم. وكان هناك استثناءٌ من هذه القاعدة تمثل في خطاب الحاكم العام بـ الدولة الأيرلندية الحرة، الذي ألقي على مجلس النواب، إلى جانب أعضاء مجلس الشيوخ المدعوون للحضور.